# Aeroporto de Ajaccio-Napoleão Bonaparte
Aeroporto de Ajaccio-Napoleão Bonaparte (IATA: AJA; ICAO: LFKJ; em francês Aéroport d'Ajaccio Napoléon Bonaparte), antigamente conhecido como Aeroporto Campo dell'Oro, serve Ajaccio, capital da Córsega. Está localizado a 5 km a leste do porto da cidade. Serve como hub da empresa aérea Air Corsica, que opera voos para a França continental.